# Chiến dịch Weserübung
Chiến dịch Weserübung (tiếng Đức: Unternehmen Weserübung hay Fall Weserübung) là mật danh của cuộc tấn công do Đức Quốc xã tiến hành tại Đan Mạch và Na Uy trong Chiến tranh thế giới thứ hai, mở màn Chiến dịch Na Uy. Mật danh này dịch từ tiếng Đức có nghĩa là Chiến dịch diễn tập Weser, với Weser là tên một con sông ở Đức. Chiến dịch này bao gồm 2 bộ phận: Weserübung-Nam (tiếng Đức: Weserübung-Süd) (đánh chiếm Đan Mạch) và Weserübung-Bắc (tiếng Đức: Weserübung-Nord) (đánh chiếm Na Uy). Sự khác biệt đáng kể về địa lý và khí hậu giữa 2 quốc gia đã khiến các diễn biến quân sự thực tế ở 2 nơi diễn ra hết sức khác nhau.
Sáng sớm ngày 9 tháng 4 năm 1940 – ("ngày Weser") – quân đội Đức đã đồng loạt tấn công Đan Mạch và Na Uy, với lý do nhằm ngăn ngừa một hoạt động đối nghịch đang được lên kế hoạch và bàn luận công khai của Pháp-Anh nhằm xâm chiếm cả hai quốc gia này. Sau cuộc xâm lăng, đại sứ Đức thông báo với chính phủ Đan Mạch và Na Uy rằng quân đội Đức Quốc xã đến để bảo vệ họ trước âm mưu xâm lược của Anh và Pháp. Trên thực tế, mục đích quân sự của chiến dịch này của Đức là đánh chiếm đóng các cảng của Na Uy, một mặt để ngăn ngừa người Anh tiến hành một cuộc phong tỏa lực lượng hải quân Đức, mặt khác nhằm đảm bảo nguồn quặng sắt cần thiết cho ngành công nghiệp vũ khí của Đức nằm tại Kiruna (Thụy Điển) qua cảng Narvik. Đan Mạch được những người lên kế hoạch dưới quyền Tướng Nikolaus von Falkenhorst xem là một tuyến đường tiếp tế không thể thiếu cho chiến dịch này.
Đan Mạch và Na Uy đều là những nước trung lập. Đức đã gửi một tối hậu thư cho 2 quốc gia này, đảm bảo rằng sự toàn vẹn lãnh thổ và độc lập chính trị của họ sẽ được thừa nhận nếu họ đầu hàng ngay lập tức. Na Uy từ chối và quyết định chiến đấu, còn Đan Mạch đã chấp nhận sau vài giờ giao tranh. Đến đầu tháng 5 sự kháng cự của quân Đồng Minh tại Na Uy bị bẻ gãy, thế nhưng Na Uy chỉ chịu đầu hàng vào ngày 10 tháng 6 năm 1940, khi mà quân Đức đã gần như hoàn toàn chiến thắng trong chiến dịch tại Tây Âu.
Thời điểm đổ bộ tấn công chính thức của hạm đội Đức – ("giờ Weser") – là vào lúc 5h15 sáng theo giờ Đức, tương ứng với 4h15 giờ Na Uy.

## Bối cảnh chính trị và quân sự
Kể từ sau cuộc chiến tranh Krym, các nước Scandinavia đã theo đuổi chính sách đối ngoại theo nguyên tắc trung lập. Ngay trước chiến tranh thế giới thứ nhất, Đan Mạch, Thụy Điển và Na Uy đã tổ chức một loạt hội nghị thượng đỉnh, qua đó nhấn mạnh mong muốn trung lập của họ. Tuy nhiên, các bên tham chiến vẫn buộc các nước Bắc Âu phải tham dự một cách gián tiếp vào cuộc chiến: ngay từ năm 1905 cho đến cuối cuộc chiến, cả Anh và Đức đều tìm cách gây sức ép với Na Uy, do vị trí địa lý của đất nước này có thể kiểm soát phía đông của biển Bắc. Thụy Điển và Na Uy đã chuyển giao một phần đáng kể hạm đội tàu buôn của mình cho phe Hiệp ước, Đan Mạch thì bị Đức buộc phải rải mìn phong tỏa ngăn một phần eo biển Storebælt. Vào cuối cuộc chiến, Na Uy theo yêu cầu của Anh đã duy trì trên hải phận của mình các bãi mìn để chống lại tàu ngầm Đức. Sau thất bại của Đức, Đan Mạch giành lại miền bắc Schleswig bị Đức chiếm vào năm 1864.
Vào đêm trước của cuộc chiến tranh thế giới mới, các nước Scandinavia lại tiếp tục chính sách trung lập. Ngày 31 tháng 5 năm 1939 Đan Mạch và Đức đã ký kết một hiệp ước không xâm phạm, còn Thụy Điển và Na Uy đã bác bỏ đề nghị tương tự, do họ không cảm thấy sự đe dọa từ bên kia eo biển.

### Kế hoạch của Đồng Minh
Vào đầu mùa xuân năm 1939, Bộ Hải quân Anh bắt đầu nhận định vùng Scandinavia rất có thể sẽ là một mặt trận chiến tranh trong cuộc xung đột tương lai với Đức. Chính phủ Anh lúc này đang khá miễn cưỡng tham gia vào cuộc xung đột trên các vùng khác thuộc lục địa mà họ tin rằng sẽ là một sự lặp lại của Chiến tranh thế giới thứ nhất. Vì vậy họ bắt đầu xem xét về một chiến lược phong tỏa để cố gắng gián tiếp làm suy yếu nước Đức. Nền công nghiệp Đức phụ thuộc rất nhiều vào nguồn nhập khẩu quặng sắt từ các vùng mỏ phía bắc Thụy Điển, và hầu hết số quặng này trong mùa đông được chuyên chở bằng tàu biển qua cảng biển Narvik ở phía bắc Na Uy. Việc kiểm soát bờ biển Na Uy sẽ giúp Anh thắt chặt thêm cuộc phong tỏa chống Đức. Thông qua chính phủ và những hợp đồng tư nhân, vào đầu của cuộc chiến, Anh đã có thể sử dụng các tàu Na Uy với tổng dung lượng đăng ký 2.450.000 tấn (1.650.000 trong đó là tàu chở dầu). Trong khi đó thì người Đức lại một lần nữa không thành công trong việc thâm nhập vào Na Uy bằng cách ký một hiệp định.
Cuối năm 1939, một loạt các sự kiện đã diễn ra: vụ tàu chiến Deutschland Đức bắt giữ tàu buôn City of Flint của Hoa Kỳ trong tháng 10 tại Haugesund; cuối tháng 11, người Na Uy cho phép một con tàu Đức, tàu vận tải Westerwald vào trong cảng quân sự ở Bergen; từ ngày 7 đến 13 tháng 12 ở vùng biển Na Uy tàu ngầm U-boat đã đánh chìm các tàu Thomas Walton, Deptford và Garoufalia, vốn là của Anh, hoặc do người Anh thuê. Tháng 1 năm 1940, Ngoại trưởng Anh Edward Frederick Lindley Wood, đệ nhất bá tước Halifax tuyên bố rằng tình hình buộc nước Anh phải mở rộng cuộc chiến trên lãnh hải của Na Uy. Người Pháp lúc này cũng quan tâm đến việc mở một mặt trận thứ hai nhằm làm chuyển hướng quan tâm của các lực lượng quân đội Đúc Quốc xã (Wehrmacht). Họ đã thành lập một số quân đoàn để điều đến Balkan và Narvik.
Cho đến cuối tháng 11, Winston Churchill, một thành viên mới của Nội các Chiến tranh Đế quốc Anh, đã đề nghị cho tiến hành đặt mìn ở vùng bờ biển Na Uy trong chiến dịch Wilfred. Điều này sẽ buộc các tàu chở quặng phải di chuyển qua hải phận quốc tế thuộc biển Bắc, tại đó Hải quân Hoàng gia Anh có thể tổ chức chặn đánh chúng.
Churchill phỏng đoán rằng chiến dịch Wilfred sẽ kích động người Đức phản ứng tại Na Uy. Khi điều đó xảy ra, Đồng Minh sẽ cho thực hiện kế hoạch R 4 và chiếm lấy Na Uy. Nhưng lúc đầu chiến dịch Wilfred bị Neville Chamberlain và Thống đốc Halifax bác bỏ, do lo sợ sẽ gây ra phản ứng bất lợi từ các quốc gia trung lập như Hoa Kỳ. Trong tháng 11 năm 1940, Chiến tranh mùa Đông bùng nổ giữa Liên Xô và Phần Lan làm tình hình ngoại giao thay đổi, Churchill lặp lại đề nghị về dự án rải mìn của mình, nhưng một lần nữa bị từ chối.
Trong tháng 12, Anh và Pháp bắt đầu xem xét nghiêm túc về việc gửi viện trợ cho Phần Lan. Họ đã có quyết định phát triển một kế hoạch đánh chiếm các cảng biển Na Uy, đặc biệt là Narvik, để từ đó có thể chiếm các mỏ quặng ở Thụy Điển, cũng như việc hỗ trợ cho Phần Lan. Kế hoạch của họ là giả vờ gửi quân qua Na Uy và Thụy Điển để giúp Phần Lan, nhưng thực sự trọng tâm chính của chiến dịch nằm ở miền bắc Na Uy và Thụy Điển. Các lực lượng sẽ đổ bộ tại Narvik phía bắc Na Uy, cảng biển chính xuất khẩu quặng sắt từ Thụy Điển, rồi tiến quân dọc theo tuyến đường sắt Malmbanan đến Luleå trên vịnh Bothnia, chiếm Kiruna và Gällivare trên đường đi. Đồng thời, nó còn cho phép quân Đồng Minh chiếm giữ khu vực khai thác mỏ quặng sắt của Thụy Điển. Người Anh đã giữ lại 2 sư đoàn từ mặt trận Pháp, với ý định tung họ vào chiến trường Na Uy, và có kế hoạch mở rộng lực lượng lên đến 100.000 người. Người Pháp cũng dự định điều khoảng 50.000 quân. Bộ tham mưu Anh và Pháp nhất trí nửa sau tháng 3 sẽ là thời điểm thích hợp nhất để tiến vào Na Uy. Kế hoạch nhận được sự ủng hộ từ cả Chamberlain lẫn Halifax. Họ hy vọng vào thái độ hợp tác của Na Uy, điều này sẽ giúp giải quyết nhiều vấn đề về pháp lý. Nhưng khi được thông báo, kế hoạch này đã dẫn đến những phản ứng tiêu cực mạnh mẽ ở cả Na Uy và Thụy Điển. Cuộc viễn chinh này vẫn tiếp tục được bàn bạc và đến ngày 12 tháng 3, Anh quyết định phái một đội quân viễn chinh đến Na Uy đúng vào lúc cuộc chiến tranh Mùa đông đang bắt đầu lắng dịu. Đội quân này đã xuống tàu ngày 13 tháng 3, nhưng lại bị triệu hồi - và cuộc hành quân bị hủy bỏ - do Phần Lan đã yêu cầu Liên Xô đàm phán hòa bình, và cuộc chiến Mùa đông kết thúc trong tháng đó. Thay vào đó, ngày 28 tháng 3, London và Paris đã nhất trí tiến hành chiến dịch Wilfred: tiến hành các hoạt động đặt mìn trong vùng biển Na Uy, ở gần Narvik và Stavanger, đồng thời sẽ cho quân đổ bộ đánh chiếm Bergen và Trondheim. Tiếp đó, sẽ chiếm quyền kiểm soát các mỏ quặng của Thụy Điển rồi mở mặt trận Scandinavia chống lại Đức. Nhưng ngày 8 tháng 4, khi lực lượng viễn chinh Đồng Minh còn đang ở trên biển thì chiến dịch Weserübung đã bắt đầu.

### Kế hoạch của Đức

#### Những ý tưởng ban đầu
Khu vực Scandinavia giữ một vị trí quan trọng đối với nền kinh tế Đức. Đức bị phụ thuộc rất nhiều vào nguồn quặng của Thụy Điển: hàng năm họ nhập khẩu từ đây 15.000.000 tấn quặng sắt, chiếm thị phần lớn nhất trong tổng khối lượng sản xuất của Thụy Điển. Người Đức lo lắng một cách có căn cứ về việc quân Đồng Minh sẽ cố gắng ngăn chặn những nguồn hàng này, với 90% trong số đó khởi nguồn từ Narvik. Ngoài ra, một trong những vấn đề quan trọng nhất của Đức là không có đường biển lớn nào dẫn trực tiếp ra các đại dương trên thế giới, và họ đã phải chịu thiệt hại lớn trong Chiến tranh thế giới thứ nhất, khi bị người Anh tiến hành phong tỏa bằng hải quân. Như vậy là đối với người Đức, Na Uy vừa là một căn cứ chìa khóa tiến ra biển Bắc, với đường bờ biển dài là một địa điểm lý tưởng làm nơi khởi hành cho các đơn vị hải quân - trong đó có các tàu ngầm U-boat - tiến ra đánh phá đường hải vận của Đồng Minh tại Bắc Đại Tây Dương, tấn công vào nền thương nghiệp hàng hải của Đế quốc Anh, vừa là con đường quá cảnh cho nguồn quặng tại Thụy Điển, có thể giúp Đức độc chiếm các nguồn quặng sắt vận chuyển qua cảng Narvik. Đó là lý do tại sao các nhà lãnh đạo Hải quân Đức có ý tưởng đối với các cảng biển Na Uy, đặc biệt là Narvik và Tronheim, và nhiều người trong số họ chỉ ra rằng vị trí bất lợi về địa lý của Đức có thể giải quyết bằng các căn cứ hải quân trên bờ biển của Na Uy và Pháp.

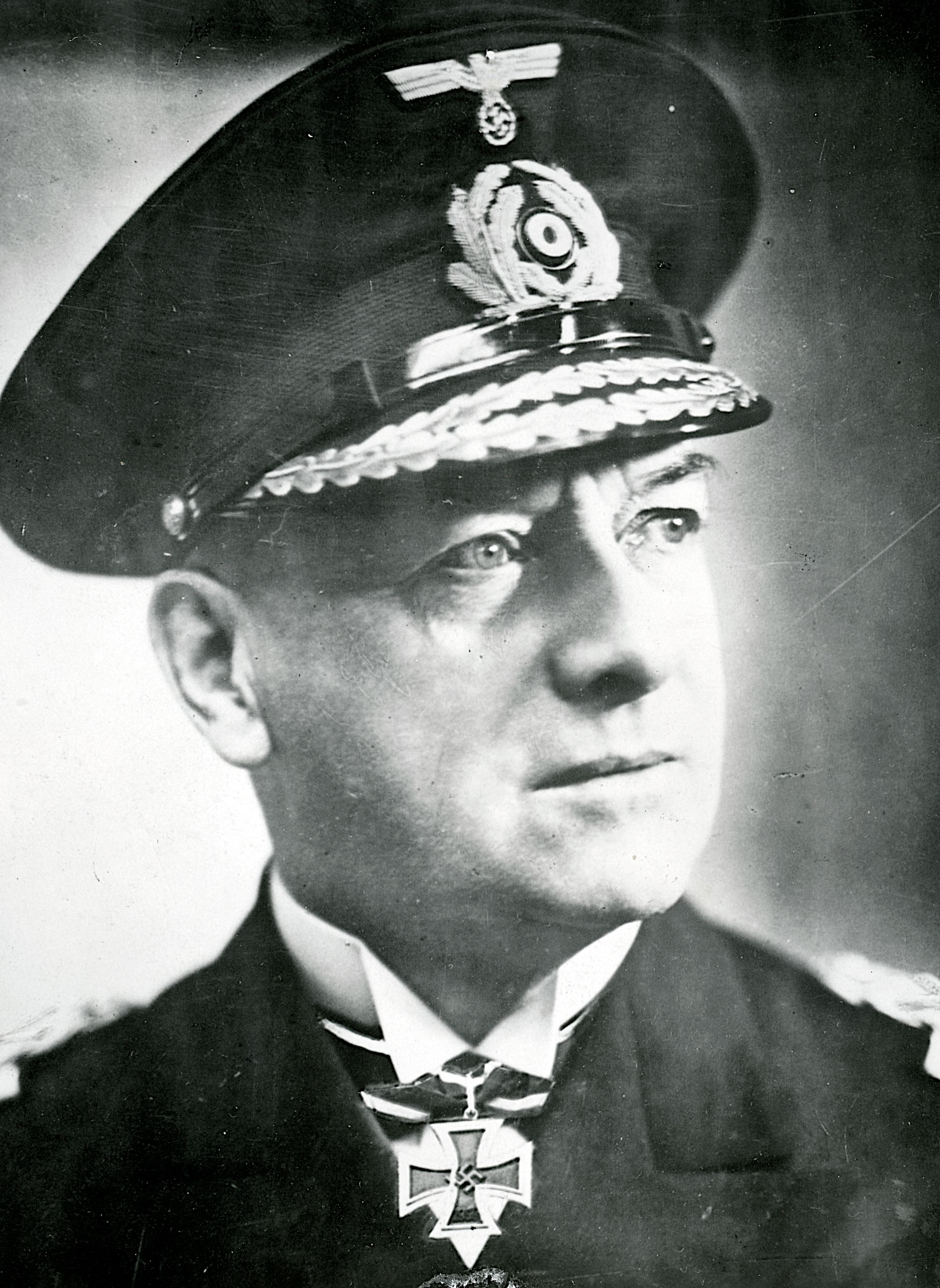
Đại Đô đốc Erich Raeder

Thủ lĩnh của Kriegsmarine (Hải quân Đức Quốc xã), Đại Đô đốc Erich Raeder đặc biệt nhấn mạnh việc chiếm giữ quốc gia này. Ngày 10 tháng 10 năm 1939, Erich Raeder đã thảo luận với Adolf Hitler về mối nguy hiểm do nguy cơ từ việc Anh Quốc có thể đặt được các căn cứ quân sự tại Na Uy gây ra, cũng như khả năng chiếm giữ trước các căn cứ đó của Đức. Raeder lập luận rằng việc sở hữu Na Uy sẽ cho phép Đức kiểm soát cả vùng biển xung quanh và đem lại một căn cứ tiến công phục vụ cho các hoạt động chống lại Anh của lực lượng tàu ngầm trong tương lai. Vào thời điểm này, các bộ phận khác trong quân đội Đức không tỏ ra hứng thú với kế hoạch, và Hitler lại vừa ban hành một chỉ thị nêu rõ rằng mối quan tâm chính hiện nay là dành cho một cuộc tấn công trên bộ qua Vùng đất thấp. Ngay cả bộ tham mưu Kriegsmarine cũng phản đối mạnh mẽ, và kết quả là Raeder phải đồng ý rằng giải pháp tốt nhất là giữ nguyên trạng nước Na Uy trung lập.
Tuy vậy, Hitler đã bắt đầu thay đổi cách nhìn về cuộc tấn công Na Uy khi chiến tranh Liên Xô-Phần Lan bùng nổ tháng 11 năm 1939. Ngày 14 tháng 12 năm 1939 Hitler đã ra lệnh cho Bộ tư lệnh Các lực lượng Vũ trang Đức (OKW) bắt đầu bí mật lên kế hoạch cho cuộc xâm lăng Na Uy. Kế hoạch sơ bộ được mang tên Studie Nord và được lên kế hoạch trên nền tảng một cuộc tấn công đồng thời trên Mặt trận phía Tây, vì vậy nó chỉ được phân bổ một số lượng tối thiểu các đơn vị tham chiến gồm Sư đoàn Bộ binh Sơn chiến số 3, do thiếu tướng Eduard Dietl chỉ huy, và một số trung đoàn dự bị. 
Từ ngày 14 tháng 1 đến 19 tháng 1 năm 1940, Hải quân Đức đã tham gia cải tiến mở rộng kế hoạch này. Trong bản dự thảo kế hoạch trình bày ngày 20 tháng 1 năm 1940 họ đã xác định ra hai yếu tố chủ chốt: thứ nhất là yếu tố bất ngờ cần thiết để giảm thiểu sự kháng cự của Na Uy (cũng như can thiệp của Anh); thứ hai là phải sử dụng các tàu chiến nhanh hơn thay vì các tàu buôn có tốc độ chậm để vận chuyển quân. Điều này sẽ cho phép tất cả các mũi tiến công có thể thực hiện cùng một lúc, không bị hạn chế như khi sử dụng tàu vận chuyển. Kế hoạch mới này cần đến cả một quân đoàn, bao gồm 1 sư đoàn sơn chiến, 1 sư đoàn không vận, 1 lữ đoàn súng trường cơ giới, và 2 sư đoàn bộ binh. Nếu các mục tiêu tấn công đồng loạt bị chiếm đóng, sẽ có thể làm suy yếu Na Uy về khía cạnh quân sự và chính trị, và hoàn thành được các mục tiêu chiến lược do Hitler đề ra. Các mục tiêu đó là:
- Thủ đô Na Uy Oslo và các khu trung tâm dân cư lân cận
- Bergen
- Narvik
- Tromsø
- Trondheim
- Stavanger

Kế hoạch còn đòi hỏi việc bắt giữ chớp nhoáng các quốc vương của Đan Mạch và Na Uy với hy vọng ép đối phương phải nhanh chóng đầu hàng.
Ngày 27 tháng 1 năm 1940, Bộ Tổng tư lệnh Lục quân Đức (OKH) đã thành lập một bộ tham mưu riêng biệt để phát triển kế hoạch, và đặt mật danh sau cùng cho bản kế hoạch là Weserübung - cuộc diễn tập trên sông Weser (do lực lượng tấn công Na Uy - mục tiêu chính của chiến dịch - chủ yếu khởi hành từ các khu vực Bremen và Wilhelmshav nằm gần cửa sông Weser).
Hitler giờ đã tỏ ra quan tâm nhiều hơn về chiến dịch này và tiếp tục mở rộng việc triển khai xây dựng kế hoạch. Sau đó có một sự kiện xảy ra đã góp phần củng cố quyết tâm của Hitler.
Ngày 16 tháng 2, tàu khu trục HMS Cossack của Anh đã tấn công tàu vận tải Đức Altmark trên hải phận Na Uy (sự kiện Altmark), giải cứu các tù binh chiến tranh bị giam giữ trái với công ước quốc tế trên tàu (tàu Altmark có nghĩa vụ phải phóng thích tù binh khi đi vào lãnh thổ trung lập). Hitler cho đây là biểu hiện rõ ràng rằng cho ý định vi phạm sự trung lập của Na Uy của Anh, qua đó càng tăng cường thúc đẩy mạnh mẽ cuộc xâm lược. Sự kiện Altmark cũng làm giảm hẳn sự phản đối kế hoạch này, và từ đó việc chuẩn bị cho chiến dịch được thông qua.

#### Bổ nhiệm Falkenhorst

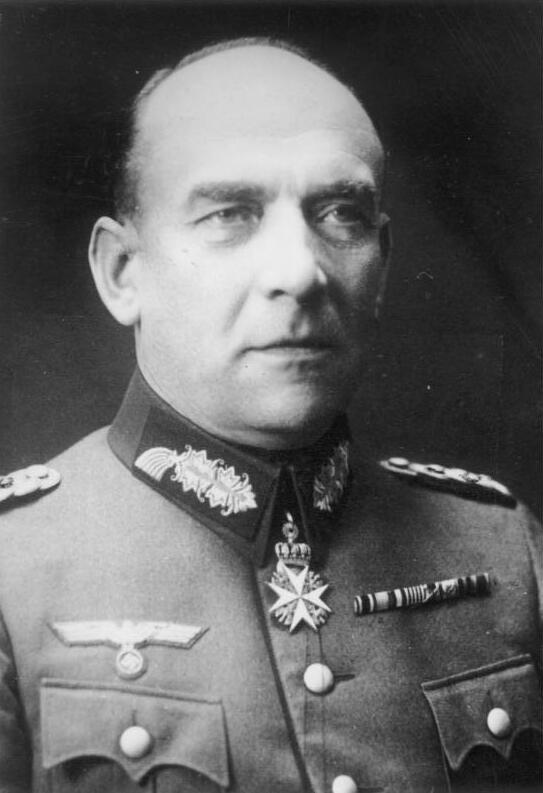
Nikolaus von Falkenhorst

Ngày 19 tháng 2 năm 1940 Hitler ra lệnh tăng tốc kế hoạch chiến dịch Weserübung. Ngày hôm sau, đoan chắc rằng người Anh hiện đang nhằm vào Na Uy, ông ta đã phê chuẩn việc điều quân cho chiến dịch này. Tướng Alfred Jodl đã lưu ý Hitler rằng nhiệm vụ này thậm chí còn chưa có người chỉ huy. Wilhelm Keitel đề xuất nên chỉ định tướng Nikolaus von Falkenhorst. Mặc dù Hitler cảm thấy không an tâm về những sĩ quan quý tộc, nhưng Falkenhorst lại rất có kinh nghiệm về điều kiện chiến trường vùng cực Bắc do ông đã từng là tham mưu trưởng cho tướng Rüdiger von der Goltz trong cuộc Nội chiến Phần Lan năm 1918 (tuy nhiên trước đây ông mới chỉ chuyên chỉ huy các lực lượng trên bộ). Falkenhorst được Hitler triệu tập vào ngày hôm sau.
Trong cuộc gặp ngày 21 tháng 2 Hitler đã hỏi Falkenhorst về kinh nghiệm chiến đấu của ông ở Phần Lan và giao cho ông nhiệm vụ nhanh chóng phác thảo một kế hoạch chinh phục Na Uy. Theo tướng Alfred Jodl cuộc phỏng vấn không có gì hơn một màn độc thoại dài dòng của Hitler về tầm quan trọng của Na Uy đối với Đức cũng như về tình hình các điều kiện hiện tại. Hitler giờ đã tỏ ra rất hứng thú với kế hoạch này. Falkenhorst chỉ được nghe nói về một phần nội dung các kế hoạch trước đó, do chỉ thị của Hitler và do nguyên tắc giữ bí mật. Bí mật đến nỗi ông còn không được sử dụng bản đồ của Văn phòng Chiến tranh, và buộc phải ra hiệu sách mua một cuốn sách hướng dẫn du lịch về Na Uy của nhà xuất bản Baedeker trên đường về khách sạn để xây dựng kế hoạch. Ông gặp lại Hitler lúc 17h00 hôm đó với kế hoạch sơ thảo trong đó dự định sẽ huy động 5 sư đoàn để đánh chiếm Na Uy.
Bản dự án của Falkenhorst có nhiều điểm tương đồng với kế hoạch Studie Nord của Đô đốc Theodor Krancke trước đó (Kranck cũng sử dụng cùng một cuốn sách của nhà xuất bản Baedeker khi lên kế hoạch). Hitler đã thông qua bản dự thảo và bổ nhiệm Falkenhorst làm nhiệm vụ thực hiện chiến dịch này trong tối hôm ấy. Theo như Jodl thì Falkenhorst đã nhiệt tình tiếp nhận nhiệm vụ, nhưng sau chiến tranh Falkenhorst đã phủ nhận việc ông đã đặc biệt hứng thú với công việc này.

#### Hoàn thiện kế hoạch
Ngày 24 tháng 2, Tổng hành dinh Quân đoàn 21 Đức dưới quyền Falkenhorst bắt đầu phát triển một kế hoạch chi tiết, và 5 ngày sau đã trình cho Hitler bản dự án đã được hoàn thành. Chiến dịch này phụ thuộc vào việc đánh chiếm được một cách nhanh chóng các cảng của Na Uy, và nét đặc biệt chủ yếu của kế hoạch là tiến hành những cuộc đổ bộ chớp nhoáng đồng thời tại các thành phố trọng yếu mà có thể không cần sử dụng vũ lực. Kế hoạch được tiến hành bởi cả ba binh chủng hải lục không quân. Lục quân bao gồm Sư đoàn Sơn chiến số 3 cùng với 5 sư đoàn bộ binh, không sư đoàn nào trong số này từng có kinh nghiệm chiến đấu. Kế hoạch bố trí ban đầu là sẽ cho các Sư đoàn Bộ binh 69, 163, Sư đoàn Sơn chiến số 3 đổ bộ tấn công đầu tiên, tiếp theo là các Sư đoàn Bộ binh 181, 169 rồi đến Sư đoàn bộ Binh 214. 3 đại đội lính dù sẽ được huy động để chiếm giữ các sân bay. Sau đó có quyết định gửi thêm Sư đoàn Sơn chiến số 2 đến tăng cường cho chiến dịch tại Na Uy. Do địa hình bất lợi làm giảm hiệu quả chiến đấu của lục quân, nên người Đức sẽ chỉ tấn công vào các cảng chính chứ không tìm cách kiểm soát vùng núi hiểm trở của đất nước.
Raeder kiến nghị nên điều quân đổ bộ trước ngày 7 tháng 4, tức là trước khi màn đêm ở vùng cực kết thúc. Trong cuộc họp ngày 2 tháng 4, Hitler đã ấn định "ngày Weser" (ngày đổ bộ) là 9 tháng 4. Đức cũng đã thiết lập mối liên hệ với nhà lãnh đạo Đảng Quốc gia Xã hội Na Uy Vidkun Quisling, tuy nhiên đối với chiến dịch quân sự, điều này không có tác dụng gì nhiều, do đảng này không được đa số công chúng Na Uy ủng hộ.
Chiến dịch này huy động gần như tất cả tàu quân sự và hạm đội tàu buôn của Đế chế thứ ba. Các tàu vận tải dự kiến sẽ đổ quân tại các cảng bị chiếm giữ ngay sau cuộc đổ bộ, do đó, đội tàu đến Narvik phải khởi hành trước 6 ngày so với "ngày Weser". Các tàu chiến sẽ lên đường 3 ngày sau đó, để đảm bảo đúng thời điểm mặc định bắt đầu chiến dịch như dự kiến. Hải quân Đức lần đầu tiên triển khai các đơn vị vận tải lớn, do đó tàu ngầm được sử dụng để bảo đảm an toàn cho quá trình hành quân và trước những tấn công có thể diễn ra sau khi đổ bộ. Hầu hết các chiến dịch tàu ngầm tại Đại Tây Dương đều phải dừng lại để huy động tàu ngầm cho chiến dịch này, và toàn bộ lực lượng tàu ngầm đó - trong đó có một số tàu huấn luyện - đã được sử dụng trong chiến dịch Hartmut hỗ trợ cho chiến dịch Weserübung.
Hạm đội tàu nổi bao gồm những lực lượng sau đây: các thiết giáp hạm Scharnhorst và Gneisenau, tiểu chiến hạm Lützow, 2 tàu tuần dương hạng nặng và 4 tàu tuần dương hạng nhẹ, 14 khu trục hạm, 7 tàu phóng ngư lôi.
Kế hoạch ban đầu là nhằm mục đích xâm chiếm Na Uy và giành quyền kiểm soát các sân bay Đan Mạch bằng con đường ngoại giao. Nhưng Hitler đã cho ban hành một chỉ thị mới ngày 1 tháng 3 đòi hỏi phải xâm chiếm cả Na Uy và Đan Mạch, mặc dù việc vi phạm tính trung lập của một quốc gia khác được xem là không thích hợp về mặt chính trị. Điều này là do yêu cầu của Không quân Đức đòi hỏi phải chiếm lấy các căn cứ không quân và các vị trí để đặt chốt cảnh báo phòng không, cũng như việc tiếp tế cho các đội quân ở Na Uy phải cần đến các sân bay tại Jutland, và điều đó cũng cần thiết để đảm bảo an toàn giao thông hàng hải trên các eo biển của Đan Mạch. Một đơn vị trực thuộc chỉ huy cấp cao, Quân đoàn 31, được thành lập để đánh chiếm Đan Mạch, gồm 2 Sư đoàn Bộ binh 170, 198 và Lữ đoàn Súng trường Cơ giới 11.
Không quân Đức được phân công: vận chuyển lính nhảy dù và quân bộ tại Aalborg, Oslo, Kristiansand, Stavanger và Bergen, bảo vệ đội tàu và tiến hành các cuộc không kích yểm trợ cho lục quân. Những nhiệm vụ này được giao cho Quân đoàn Không quân số 10 của trung tướng Hans Ferdinand Geisler với hơn 1.000 máy bay các loại. Lực lượng này bao gồm các phi đội chiến đấu số 4, 26, 30, cụm phi đội chiến đấu số 100, 3 đơn vị phòng không độc lập, 1 tiểu đoàn lính dù, 7 đội không quân, 1 đội bộ binh, và hạm đội tàu vận tải hàng hải.
Các khu vực phụ trách được phân công như sau:
- Nhóm tàu "Phương Đông" (Đô đốc Rolf Carls): phụ trách vùng biển Skagerrak;
- Nhóm tàu "Phương Tây" (Đại đô đốc Alfred Saalwächter): chỉ huy ở biển Bắc và hải phận Na Uy;
- Quân đoàn 21 (Đại tướng Nikolaus von Falkenhorst): phụ trách lãnh thổ Na Uy sau khi đổ bộ;
- Quân đoàn 31 (Thượng tướng Pháo binh Leonhard Kaupisch): tấn công Đan Mạch;
- Quân đoàn Không quân số 10 (Trung tướng Hans Ferdinand Geisler): hỗ trợ các hoạt động trên bộ ở cả Na Uy và Đan Mạch.

Trong chiến dịch này, hai nhóm tàu được đặt dưới quyền chỉ huy trực tiếp của Bộ tư lệnh Hải quân, Quân đoàn 31 trực thuộc Quân đoàn 21, Quân đoàn Không quân số 10 trực thuộc Bộ tư lệnh Không quân.

## Xâm chiếm Đan Mạch

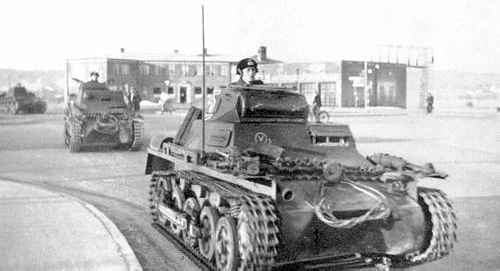
Xe tăng Panzer I của Đức tại Aabenraa, Đan Mạch, 9 tháng 4 năm 1940

Xét về mặt chiến lược, Đan Mạch giữ vai trò quan trọng đối với Đức như một bàn đạp cho chiến dịch Na Uy, ngoài ra một quốc gia có biên giới với Đức cần phải bị Đức kiểm soát theo cách này hay cách khác. Vị trí của Đan Mạch trên biển Baltic cũng rất quan trọng trong việc kiểm soát cửa ngõ tiến vào các cảng lớn của Liên Xô và Đức.
Với diện tích nhỏ và địa hình tương đối bằng phẳng, quốc gia này là vùng đất rất lý tưởng cho hoạt động của quân đội Đức, và đội quân nhỏ bé của Đan Mạch có rất ít hy vọng. Tuy thế, trong những giờ đầu tiên, vài toán quân Đan Mạch vẫn giao chiến với quân Đức, làm 16 người chết và 20 bị thương. Thiệt hại của Đức gồm 203 người chết, 12 xe thiết giáp và một số mô tô, ô tô bị phá hủy. 4 xe tăng Đức bị hư hại và 1 máy bay ném bom bị thương. 2 lính Đức đã bị Đan Mạch bắt giữ trong cuộc chiến ngắn ngủi này.
Ngay trước khi mở màn cuộc xâm lăng, vào lúc 4 giờ sáng ngày 9 tháng 4 năm 1940, đại sứ Đức tại Đan Mạch, Cecil von Renthe-Fink, đã gọi điện cho bộ trưởng ngoại giao Đan Mạch Peter Rochegune Munch và yêu cầu được họp mặt. Khi hai người gặp nhau 20 phút sau đó, Renthe-Fink tuyên bố rằng quân đội Đức lúc này đã hành quân chiếm Đan Mạch để bảo vệ đất nước này khỏi cuộc tấn công của Pháp-Anh. Đại sứ Đức yêu cầu mọi sự kháng cự của Đan Mạch phải chấm dứt ngay lập tức và thiết lập liên lạc giữa chính quyền Đan Mạch và các lực lượng vũ trang Đức. Nếu yêu sách không được đáp ứng, không quân Đức sẽ ném bom xuống thủ đô Copenhagen.
Trong khi yêu sách của Đức được truyền đạt, cuộc tiến quân đầu tiên đã diễn ra khi quân Đức đổ bộ bằng phà tại Gedser lúc 3h55 rồi tiến lên phía bắc. Một bộ phận khác của Sư đoàn Bộ binh 198 trong đêm 9 tháng 4 đã lên tàu tại Kiel và Warnemünde. Các đơn vị lính dù Đức đổ bộ không gặp kháng cự và chiếm được 2 sân bay tại Aalborg, cây cầu Storstrøm nối giữa Falster và Zealand cùng với pháo đài Masnedø và kiểm soát bờ biển Korsør(đây được xem là cuộc tấn công đầu tiên trên thế giới do lực lượng lính dù thực hiện). Điều này tạo điều kiện cho Đức nhanh chóng chiếm Zealand; và thêm một cuộc đổ bộ khác chiếm Bornholm.
Trên bộ, từ tối ngày 8 tháng 4, Sư đoàn Bộ binh 198 và Lữ đoàn Súng trường 11 Đức đã tập trung dọc biên giới Đan Mạch-Đức tại vùng Schleswig. Lúc 5h25 ngày 9 tháng 4 họ vượt biên giới, các tiểu đoàn Đan Mạch liền rút lui. Sau một số cuộc giao tranh cục bộ, Sư đoàn Bộ binh 170 đã tiến sâu hơn vào bán đảo Jutland.

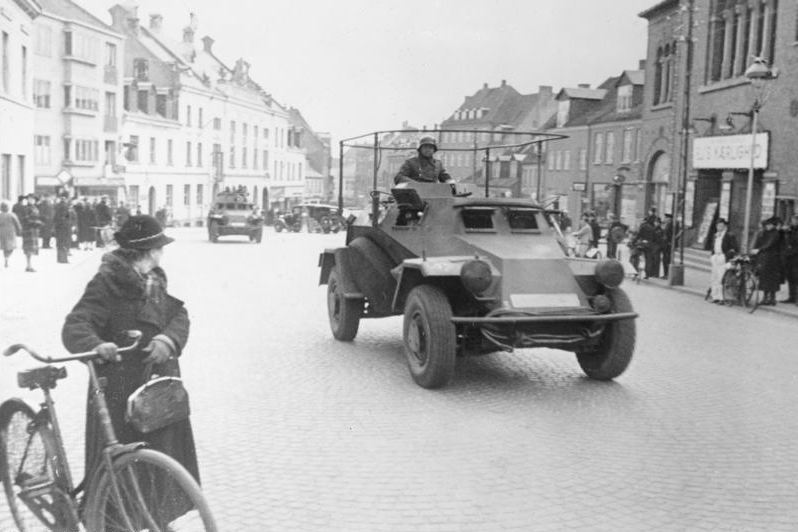
Xe thiết giáp Leichter Panzerspähwagen của Đức tại Jutland.

Chìa khóa của việc đánh chiếm được Đan Mạch nhanh chóng mà hầu như không gặp kháng cự nằm ở chỗ phải nhanh chóng làm chủ thủ đô Copenhagen. Để đạt mục tiêu này, tàu Hansestadt Danzig, chở theo Trung đoàn Bộ binh 308, dưới quyền thiếu tá Glane, đã vòng qua đảo Zealand từ phía tây và phía bắc, rồi cùng tàu phá băng Stettin tiến vào cảng Copenhagen. Từ pháo đài Middelgrundsfortet, nhìn thấy lá cờ chiến của Đức trên tàu Hansestadt Danzig, chỉ huy Đan Mạch ra lệnh bắn cảnh cáo buộc tàu này dừng lại, nhưng đạn không nổ. Tàu Stettin dừng lại, còn tàu Danzig lúc 5h20 đã thả neo tại bến tàu. Lúc 4h20 giờ địa phương, một tiểu đoàn tăng cường Đức thuộc Trung đoàn Bộ binh 308 đã đổ bộ lên cảng Copenhagen, đi xe đạp tiến đến và nhanh chóng chiếm được các đồn quân tại Kastellet mà không gặp phải sự kháng cự nào. Từ bến cảng, quân Đức tiến về lâu đài Amalienborg để bắt sống hoàng gia Đan Mạch. Đến khi quân xâm lược đến cung điện, lính gác hoàng gia đã được báo động và quân tiếp viện đang lên đường đến lâu đài. Sau một cuộc giao chiến ban đầu với các cận vệ của Amalienborg, quân Đức đã bị đẩy lui, giúp cho Quốc vương Christian X và các bộ trưởng có đủ thời gian bàn bạc với tướng William Wain Prior, tổng chỉ huy quân đội Đan Mạch. Khi cuộc bàn luận còn đang tiến hành, nhiều đội hình máy bay ném bom Heinkel 111 và Dornier 17 gầm rú trên bầu trời thủ đô và rải xuống các tờ truyền đơn OPROP!. Đối mặt với lời đe dọa rõ ràng của không quân Đức về việc ném bom xuống dân thường Copenhagen, với chỉ còn mình tướng Prior chủ trương tiếp tục chiến đấu, khoảng lúc 6 giờ Christian X và chính phủ Đan Mạch đã quyết định đầu hàng để đổi lấy sự duy trì nền độc lập chính trị đối với các vấn đề quốc nội. Các viên chỉ huy Đức và Đan Mạch sau đó đã trao đổi thăm viếng nhau một cách lịch sự.

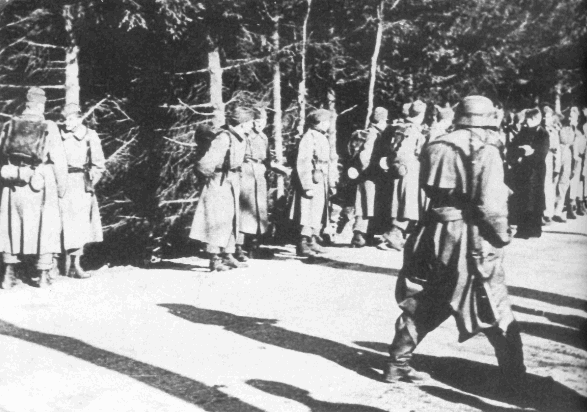
Binh sĩ Đan Mạch giải giáp đầu hàng ở Bjergskov sáng ngày 9 tháng 4 năm 1940.

Lúc 5h45, hai phi đội Bf 110 của Đức đã tấn công sân bay Værløse trên đảo Zealand và xóa sổ Bộ phận Không lực Lục quân Đan Mạch trong cuộc oanh kích. Máy bay tiêm kích Đức đã tiêu diệt 11 máy bay Đan Mạch và làm hư hại nghiêm trọng 14 chiếc khác.
Thắng lợi chóng vánh tại Đan Mạch nằm ngoài cả mong đợi của Đức. Ngay từ ngày 9 tháng 4 quân Đức đã có thể bắt đầu triển khai tiếp tế cho các đơn vị ở Na Uy bằng hệ thống sân bay, đường bộ và đường sắt của Đan Mạch. Các sư đoàn bộ binh huy động tại Đan Mạch đã nhanh chóng được điều tới Na Uy, vì họ không còn việc gì làm ở đây nữa.
Cuộc xâm lăng Đan Mạch đã hoàn thành chỉ trong vòng không đến 6 tiếng đồng hồ và là chiến dịch quân sự ngắn nhất mà Đức tiến hành trong Chiến tranh thế giới thứ hai. Sự đầu hàng chóng vánh của Đan Mạch đã giúp cho nước này được hưởng một chế độ chiếm đóng ôn hòa hiếm có, nhất là cho đến mùa hè năm 1943, thậm chí còn trì hoãn được việc bắt giữ và lưu đày người Đan Mạch gốc Do Thái cho đến khi gần toàn bộ bọn họ được cảnh báo và sang tị nạn tại Thụy Điển.
Mặc dù không có nhiều ý nghĩa trực tiếp về mặt quân sự, nhưng đối với Đức, Đan Mạch lại mang một giá trị chiến lược lớn và một tầm quan trọng về kinh tế trong phạm vi nhất định.

## Xâm chiếm Na Uy

### Cơ cấu tổ chức quân đội Đức

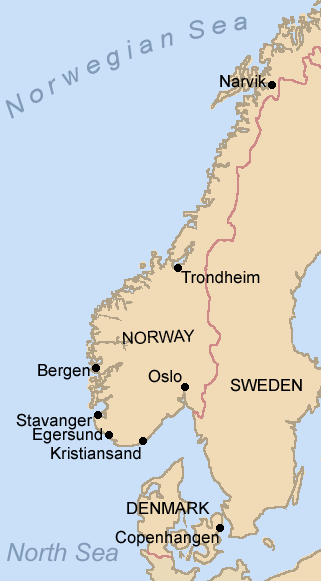
Vị trí đổ bộ của quân Đức giai đoạn đầu chiến dịch Weserübung.

Cuộc xâm lăng Na Uy được giao cho Quân đoàn 21 dưới quyền Đại tướng Nikolaus von Falkenhorst và bao gồm các đơn vị chính sau:
- Sư đoàn Bộ binh 163
- Sư đoàn Bộ binh 69
- Sư đoàn Bộ binh 196
- Sư đoàn Bộ binh 181
- Sư đoàn Bộ binh 214
- 2 trung đoàn 138 và 139 thuộc Sư đoàn Sơn chiến số 3
- Sư đoàn Sơn chiến số 2 (được điều động sau)
- Tiểu đoàn Thiết giáp 40[51][52]

Lực lượng tấn công ban đầu được vận chuyển theo nhiều tốp bằng tàu chiến của Hải quân Đức:
1. Các thiết giáp hạm Scharnhorst và Gneisenau yểm hộ từ xa, cộng thêm 10 khu trục hạm với 2.000 quân sơn chiến do tướng Eduard Dietl chỉ huy tới Narvik;
2. Tàu tuần dương hạng nặng Admiral Hipper và 4 khu trục hạm với 1.700 quân đến Trondheim;
3. Tàu tuần dương hạng nhẹ Köln (kỳ hạm của Chuẩn Đô đốc Hubert Schmundt) và Königsberg, tàu huấn luyện Bremse, tàu vận tải Karl Peters, 2 ngư lôi hạm và 5 tàu ngư lôi gắn động cơ[53] với 1.900 quân tới Bergen;
4. Tàu tuần dương hạng nhẹ Karlsruhe (thuyền trưởng Friedrich Rieve), 3 ngư lôi hạm, 7 tàu phóng ngư lôi gắn động cơ và tàu mẹ loại Schnellboot (Schnellbootbegleitschiff) Tsingtau với 1.100 quân đến Kristiansand[54];
5. Tàu tuần dương hạng nặng Blücher, tàu tuần dương hạng nặng Lützow, tàu tuần dương hạng nhẹ Emden, 3 ngư lôi hạm, 8 tàu quét mìn và 2 tàu đánh cá có vũ trang[55] với 2.000 quân tới Oslo;
6. 4 tàu quét mìn với 150 quân tới Egersund.

### Mở màn chiến dịch

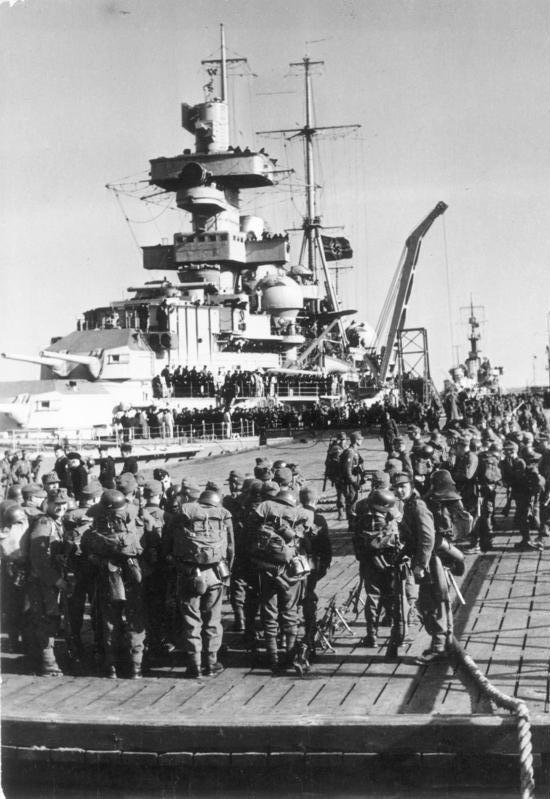
Duyệt đội ngũ trên tàu Admiral Hipper, ngày 6 tháng 4

Các tàu chiến xâm lược đầu tiên của Đức đã khởi hành vào ngày 3 tháng 4. Hai ngày sau, Chiến dịch Wilfred được lên kế hoạch kỹ càng đã bắt đầu triển khai và hạm đội Hải quân Hoàng gia Anh do tàu HMS Renown dẫn đầu đã rời Scapa Flow đi thả mìn vùng biển Na Uy. Các bãi mìn đã được rải tại vịnh Vest sáng sớm ngày 8 tháng 4. Chiến dịch Wilfred kết thúc, nhưng một ngày sau, khu trục hạm Glowworm, vốn tách ra trước đó vào ngày 7 tháng 4 để đi tìm một người mất tích trên tàu, đã bị đánh chìm trong trận đụng độ với tuần dương hạm Admiral Hipper và 2 khu trục hạm thuộc hạm đội xâm lược của Đức.
Trưa ngày 8 tháng 4, tàu chở quân bí mật Rio de Janeiro của Đức đã bị bắn chìm ngoài khơi Lillesand bởi tàu ngầm Orzeł của Ba Lan, thuộc đội tàu ngầm số 2 Hải quân Hoàng gia Anh. Thế nhưng, thông tin về vụ việc này đến được với các cấp chính quyền có chức năng ở Oslo quá trễ khiến cho phía Na Uy không kịp làm gì hơn là cho phát đi một báo động hạn chế vào phút cuối. Nghi ngờ rằng Đồng Minh đang cố gắng cho quân đổ bộ tại Na Uy, người Đức liền bất ngờ tăng tốc để đi trước một bước.
Khuya ngày 8 tháng 4 năm 1940, nhóm tàu 5 của Đức bị tàu tuần tra Pol III của Na Uy phát hiện. Pol III liền bị tấn công, thuyền trưởng Leif Welding-Olsen trở thành quân nhân Na Uy đầu tiên bị thương nặng trong chiến tranh.
Ngày 9 tháng 4, cuộc xâm lăng của Đức bắt đầu tiến hành và kế hoạch R 4 cũng nhanh chóng được triển khai cùng lúc.

### Diễn biến
- Ngày 9 tháng 4:

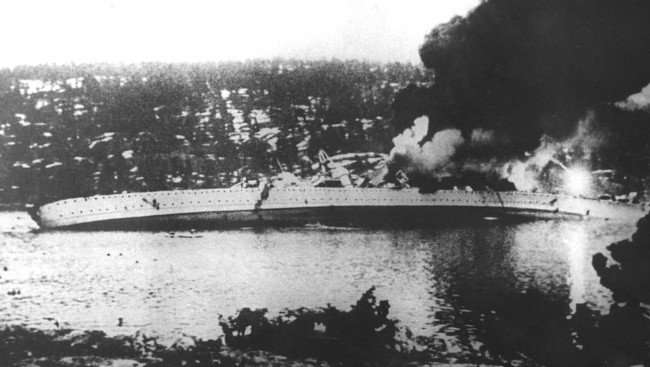
Đánh chìm tàu Blücher

  - Đội tàu Đức tiến vào khu vịnh dẫn tới Oslo, đến cửa biển Drøbak. Sáng sớm ngày 9 tháng 4, các pháo thủ trong pháo đài Oscarsborg đã bắn vào tàu chỉ huy được sơn màu nổi bật trong đội hình, tàu tuần dương hạng nặng Blücher, vào khoảng 4h15. Sau 2 tiếng đồng hồ, con tàu, do mất đi tính cơ động trong vịnh hẹp, đã bị trọng thương sau khi trúng nhiều đòn tấn công của pháo binh và thủy lôi phòng thủ bờ biển của Na Uy, trong đó có 2 khẩu đại bác Krupp 48 tuổi kiểu Đức (Moses và Aron, cỡ 28 cm, được lắp ráp tại pháo đài Oscarsborg tháng 5 năm 1893), rồi cuối cùng bị chìm với thương vong lớn khoảng từ 600 đến 1.000 thủy thủ. Mối đe doạ rõ rệt từ pháo đài cùng với nhận định sai lầm cho rằng bãi mìn đã góp phần làm tàu chìm đã ngăn cản đội tàu xâm lược còn lại, làm việc chiếm Oslo chậm đi nửa ngày, đủ lâu cho hoàng gia Na Uy, nội các Nygaardsvold và Nghị viện Na Uy kịp sơ tán, cùng với toàn bộ dự trữ vàng ngân khố quốc gia.[9] Nhờ đó, Na Uy đã không bao giờ phải đầu hàng Đức, để lại chính phủ bất hợp pháp của Vidkun Quisling và đưa Na Uy tham gia như một thành viên của phe Đồng Minh trong chiến tranh, chứ không phải một quốc gia bị chiếm đóng. Oslo sau đó rơi vào tay các đại đội Đức đổ bộ tại sân bay Fornebu.
  - Quân không vận Đức đổ bộ tại sân bay Oslo, Fornebu, sân bay Kristiansand, Kjevik, và trạm hàng không Sola – được xem là lực lượng lính dù chiến đấu (Fallschirmjäger) đầu tiên trong lịch sử;[9] ngẫu nhiên trong số các phi công của không quân Đức đổ bộ tại Kjevik có mặt Reinhard Heydrich.
  - Vidkun Quisling công bố trên đài phát thanh tiến hành đảo chính.
  - Quốc vương Haakon từ chối hạ vũ khí đầu hàng và tuyên bố "cuộc kháng chiến sẽ tiếp diễn chừng nào còn lực lượng";[20] đài phát thanh chính phủ kêu gọi nhân dân nổi dậy chống quân xâm lược. Quốc vương chính thức ủng hộ lời kêu gọi này.[20]
  - Giao chiến tại Midtskogen; ném bom Elverum và Nybergsund.
  - Các thành phố, thị trấn Bergen, Stavanger, Egersund, Kristiansand S, Arendal, Horten, Trondheim và Narvik bị tấn công và chiếm đóng trong vòng 24 tiếng đồng hồ.
  - Các trung tâm động viên bị tấn công liên tục, các kho hàng quân sự với đạn dược và đồ tiếp tế cho việc động viên bị rơi vào tay quân Đức trước khi quân kháng chiến Na Uy được kịp tổ chức.
  - Cuộc kháng cự anh hùng nhưng vô ích của 2 tàu bọc thép bảo vệ bờ biển Na Uy Norge và Eidsvold tại Narvik. Cả hai tàu đều bị trúng thủy lôi và chìm với số thương vong lớn.[58]

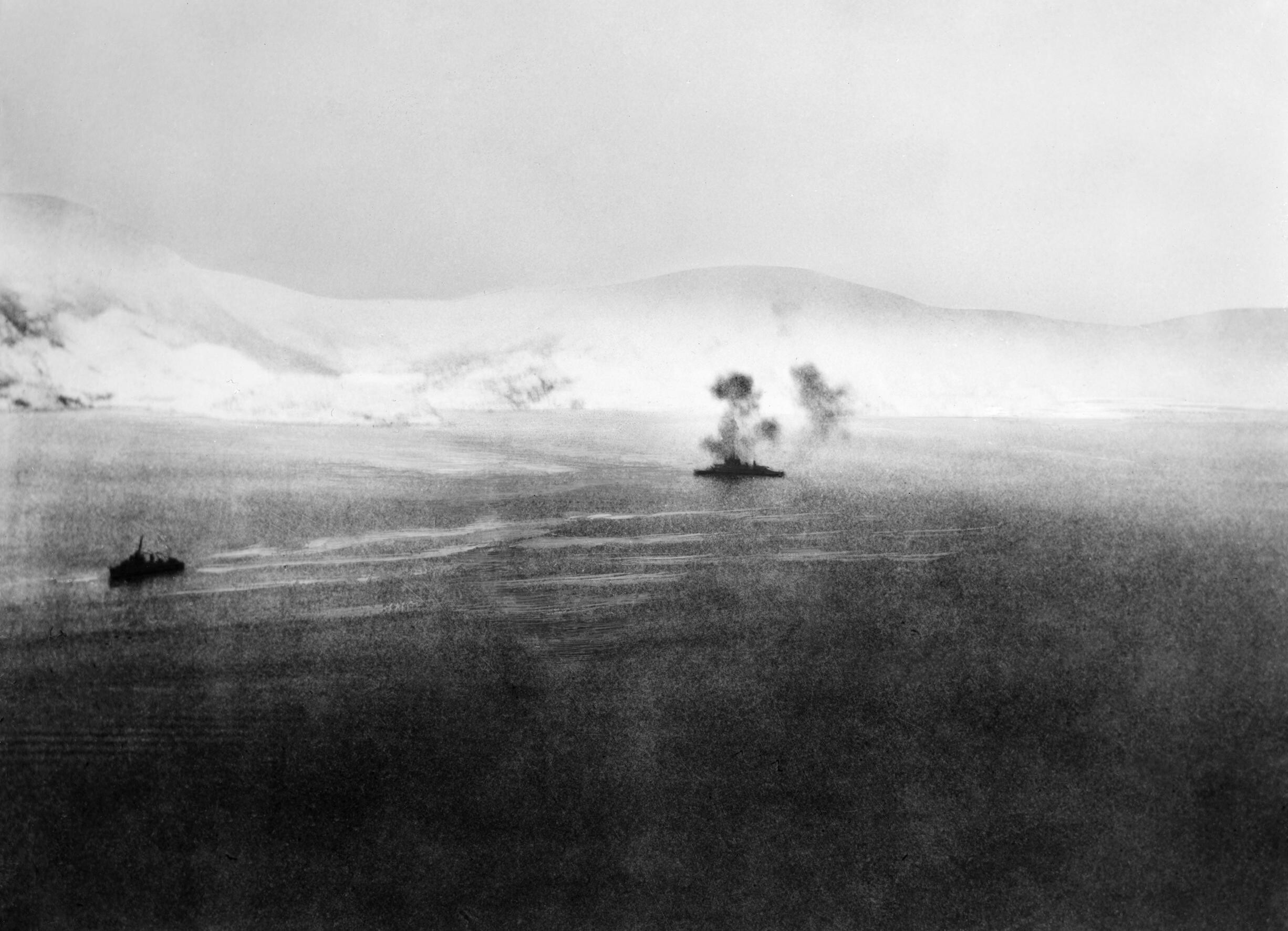
Trận hải chiến gần Narvik

- Trận Narvik thứ nhất và thứ hai (Hải quân Hoàng gia Anh đánh với hải quân Đức).
  - Quân Đức chiếm Narvik và đổ bộ lên với 2.000 quân bộ binh sơn chiến. Ngày 13 tháng 4 đội tàu của Đô đốc Charles Morton Forbes chỉ huy đã tìm thấy vị trí đổ bộ của Đức, hạm đội Anh do chiến hạm HMS Warspite dẫn đầu tiến vào trong vịnh và cuộc chiến bắt đầu. Các tàu Đức không thể thoát ra biển và phải chiến đấu đến khi hết nhiên liệu và đạn dược. Một số tàu Đức rút được về bờ biển và cho cập cạn, số còn lại bị bắn chìm. Trận chiến này gây tổn thất quá nửa số tàu chiến của lực lượng hải quân Đức, và là một thiệt hại mà Đức không thể phục hồi để có thể kết thúc cuộc chiến.
- Bom đạn tàn phá thị trấn Nybergsund, Elverum, Åndalsnes, Molde, Kristiansund N, Steinkjer, Namsos, Bodø, Narvik – một số chỉ bị ném bom chiến thuật, số khác bị ném bom khủng bố.

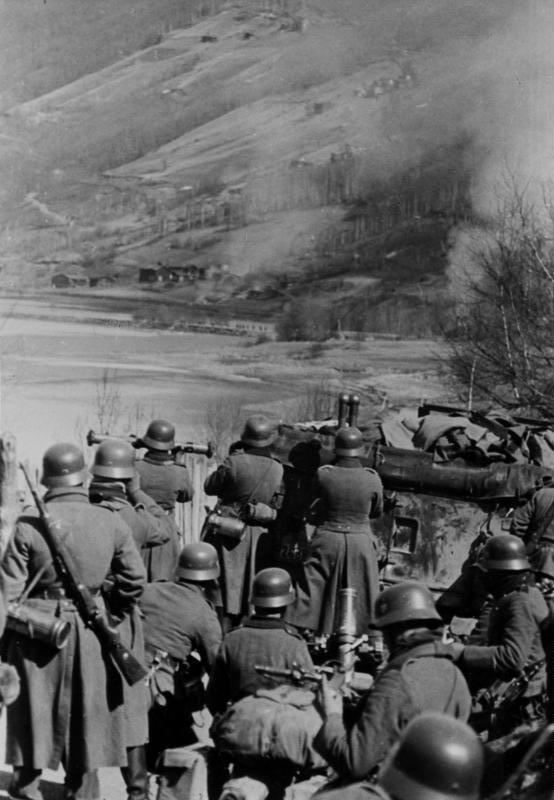
Lính Đức tại mặt trận Trondheim, ngày 29 tháng 4

- Chiến dịch Namsos - đòn phản công của Đồng Minh:
  - Ngày 14 tháng 4 một nhóm Thủy quân lục chiến Hoàng gia Anh đã đổ bộ tại Namsos, cách Trondheim 204 km, sau đó vài ngày có thêm Lữ đoàn Bộ binh 146 và một nửa Lữ đoàn Sơn chiến (Chasseurs-Alpins) số 5 của Pháp.
  - Ngày 18 tháng 4, Lữ đoàn Bộ binh 148 (Anh) đổ bộ tại Åndalsnes.
  - Ngày 23 tháng 4, Lữ đoàn Bộ binh 15 (Anh) đổ bộ vào Gudbrandsdal trong một nỗ lực tiếp theo để đánh chiếm Trondheim.
  - Cho đến ngày 23 tháng 4 Đồng Minh đã triển khai 4 lữ đoàn tại bắc và nam Trondheim. Họ được tiếp tế bằng hải quân và có sự hỗ trợ của 6.000 binh sĩ Na Uy (sử dụng vũ khí từ thế kỷ trước).
- Đối mặt đối phương có ưu thế áp đảo về số lượng, viên tư lệnh Đức tại Trondheim, Tướng Kurt Woytasch, ban đầu chỉ có trong tay 7 tiểu đoàn bộ binh. Tuy nhiên, ông ta đã hành động tự tin và điều quân đến cả phía bắc và phía nam, để ngăn không cho quân Đồng Minh sử dụng mạng lưới đường bộ hạn chế. Họ kêu gọi quân tiếp viện và tiếp tế hàng không, sau đó tấn công mạnh ở phía bắc và chặn được cuộc tiến quân của Đồng Minh trên hướng này. Quân tiếp viện Đức đến từ phía nam, loại bỏ được mối đe dọa của quân Anh từ phía sau lưng. Đây là những cuộc chiến trên bộ đầu tiên giữa quân đội Anh và Wehrmacht trong Chiến tranh thế giới thứ hai.
- Trận chiến trên bộ tại Narvik:
  - Tình hình của quân Đức tại Narvik là tồi tệ nhất. Tình trạng thời tiết ở khu vực này đã giới hạn khả năng hỗ trợ tích cực của Không quân Đức, vốn đóng một vai trò quan trọng trong trận chiến tại Trondheim. Hơn nữa, việc mất kiểm soát trên biển trong khu vực không cho phép gửi quân đến tiếp viện. Sư đoàn Sơn chiến số 3 dưới sự chỉ huy của tướng Eduard Dietl bị cắt liên lạc với phần còn lại của đất nước. Vài ngày sau khi chiếm được Narvik, Dietl chỉ còn có thể dựa vào 2.000 quân bộ binh sơn chiến và 2.600 thủy thủ thuộc đội tàu đã bị phá hủy.
  - Ngày 24 tháng 4, bắt đầu các chiến dịch nghiêm túc của Đồng Minh ở phía bắc. 4 tiểu đoàn Na Uy tấn công chính diện vào các vị trí của Dietl tại Gratangen và được hỗ trợ bởi cuộc đổ bộ 4 ngày sau đó của quân Pháp. Đầu tháng 5, có thêm 1 lữ đoàn Pháp và 1 lữ đoàn Ba Lan. Trong quân Đồng Minh có 24.500 lính Anh. Ngoài ra, họ có sự hỗ trợ từ phía Hải quân.
  - Mặc dù thiếu quân tiếp viện, yểm trợ không quân và pháo binh, quân Đức vẫn tiếp tục kháng cự bằng cách cố gắng duy trì sự hiện diện tại Narvik, và kiểm soát tuyến đường sắt dẫn đến Thụy Điển. Trong thời gian này Sư đoàn Sơn chiến số 2 đã di chuyển lên phía bắc nhằm cố gắng hỗ trợ cho lực lượng của Dietl (trong thời gian 4 ngày họ di chuyển được 140 km trên một địa hình mà người Anh cho là không thể vượt qua.[59])
  - Ngày 13 tháng 5, Quân đoàn 21 báo cáo về Bộ tư lệnh rằng tình hình là rất nghiêm trọng. Họ đã lên kế hoạch để lại thành phố cho quân Đồng Minh nhằm tập trung lại để giữ một vị trí trên tuyến đường sắt nếu có quân tiếp viện. Ngày 14 tháng 5 lực lượng tiếp viện Đức đầu tiên trong vòng 3 tuần lễ đã tới nơi, gồm 1 tiểu đoàn lính dù và 2 đại đội bộ binh sơn chiến. Ngày 28 tháng 5, Narvik rơi vào tay lực lượng Na Uy cùng Đồng Minh (Pháp và Ba Lan) dưới quyền đại tướng Carl Gustav Fleischer. Đây là "chiến thắng chiến thuật đầu tiên trước Wehrmacht trong Chiến tranh thế giới thứ hai", và tàn quân Sư đoàn Sơn chiến số 3 (Đức) tiếp tục chiến đấu dọc theo tuyến đường xe lửa.
  - Ngày 9 tháng 6, do tình hình tại lục địa châu Âu chuyển biến xấu, quân Đồng Minh đã bí mật rút khỏi Narvik trong chiến dịch Alphabet - và quân Đức tái chiếm thành phố - đến lúc đó đã bị bỏ hoang do các cuộc ném bom dữ dội của không quân Đức.
- Với việc di tản của Quốc vương và nội các Nygaardsvold từ Molde tới Tromsø ngày 29 tháng 4 và cuộc rút lui của các lực lượng Đồng Minh khỏi Åndalsnes ngày 1 tháng 5, sự kháng cự ở miền nam Na Uy đã kết thúc.
- Cuộc "kháng cự cuối cùng": Các trận đánh diễn ra tại pháo đài Hegra (pháo đài Ingstadkleiven), pháo đài này bị bao vây và chống trả các cuộc tấn công của Đức cho đến ngày 5 tháng 5 - có ý nghĩa tuyên truyền quan trọng với quân Đồng Minh, giống như ở Narvik.
- Quốc vương Haakon, hoàng thái tử Olav, và nội các Nygaardsvold rời Tromsø ngày 7 tháng 6 trên tàu tuần dương hạng nặng HMS Devonshire đến Anh quốc làm đại diện lưu vong cho Na Uy (quốc vương đã trở về Oslo đúng vào ngày này 5 năm sau); hoàng thái tử phi Märtha và các con, bị từ chối cho nương náu tại quê hương Thụy Điển, sau đó đã rời Petsamo, Phần Lan, đến sống lưu vong tại Hoa Kỳ.
- Quân đội Na Uy đầu hàng ngày 10 tháng 6 năm 1940, 2 tháng sau ngày Weser, và Na Uy bị chiếm đóng hoàn toàn sau một thời gian dài chống trả quân xâm lược. Tuy vậy các lực lượng vũ trang Na Uy vẫn tiếp tục chiến đấu với quân Đức tại hải ngoại và ở trong nước cho đến tận khi Đức đầu hàng ngày 8 tháng 5 năm 1945. Điều này làm cho Na Uy trở thành quốc gia có thời gian chống trả cuộc xâm lăng trên bộ của Đức dài nhất trong cả cuộc chiến - nếu không tính Liên Xô.

## Phong toả Thuỵ Điển và Phần Lan

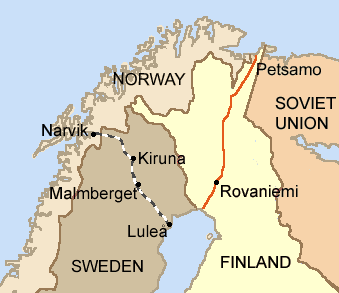
Tuyến đường sắt Malmbanan: Quặng sắt được khai thác ở Kiruna và Malmberget, rồi chuyển bằng tàu hoả đến các cảng Luleå và Narvik.
(Biên giới giai đoạn 1920–1940)

Chiến dịch Weserübung không bao hàm một cuộc tấn công quân sự vào nước Thụy Điển trung lập, vì điều đó là không cần thiết. Khi đã nắm được Na Uy, các eo biển của Đan Mạch và phần lớn bờ biển Baltic, Đế chế thứ ba đã bao quanh Thụy Điển từ 3 mặt phía bắc, phía tây và phía nam – còn tại phía đông, Liên Xô, kẻ thù không đội trời chung với Thụy Điển và Phần Lan từ thời Nga hoàng, lại đang có quan hệ thân thiết với Hitler theo các điều khoản của Hiệp ước Molotov-Ribbentrop. Có một số lượng nhỏ quân tình nguyện Phần Lan đã giúp đỡ quân đội Na Uy một đơn vị cứu thương trong cuộc chiến chống lại Đức.
Nền thương nghiệp buôn bán của Thụy Điển và Phần Lan đã hoàn toàn bị Hải quân Đức kiểm soát. Như vậy nghiễm nhiên Đức có khả năng tạo áp lực để nước Thụy Điển trung lập phải cho phép hàng hóa quân sự và binh lính nghỉ phép của mình quá cảnh. Ngày 18 tháng 6 năm 1940, một bản hiệp định đã được thông qua. Theo đó binh lính Đức quá cảnh tại Thụy Điển không được mang vũ khí và không phải là thành phần của các đơn vị hành quân. Tổng cộng có 2.140.000 lính Đức và hơn 100.000 toa xe quân sự đã chuyển qua Thụy Điển cho đến khi tuyến vận chuyển này chính thức bị đình chỉ ngày 20 tháng 8 năm 1943.
Ngày 19 tháng 8 năm 1940, Phần Lan đã đồng ý cho quân đội Đức được quyền tiến vào lãnh thổ của mình, theo thỏa thuận ký ngày 22 tháng 9. Hiệp định ban đầu chỉ bao hàm việc vận chuyển quân đội và trang bị quân sự đến và đi tại miền bắc Na Uy, nhưng chẳng mấy chốc các căn cứ nhỏ đã xuất hiện dọc theo tuyến vận chuyển và được phát triển để chuẩn bị phục vụ cho chiến dịch Barbarossa.

## Phán xét tại Nuremberg
Tại tòa án Nuremberg năm 1946, người Đức đã bào chữa rằng cuộc xâm lược Na Uy năm 1940 của Đức, cũng như cuộc xâm chiếm Iran của Anh và Liên Xô năm 1941, chỉ là một hoạt động phòng ngừa. Phía Đức nói rằng họ "bắt buộc phải tấn công Na Uy do sự cần thiết phải đi trước một cuộc xâm chiếm của Đồng Minh và hành động này do đó chỉ là phòng ngừa." Lý lẽ của Đức ám chỉ kế hoạch R 4 và những kế hoạch trước đó của Đồng Minh. Thực tế một cuộc xâm chiếm của Đồng Minh đã được chỉ định vào ngày 12 tháng 3, và tình báo Đức đã bắt được tín hiệu radio cho thấy họ đã chọn ngày 14 tháng 3 làm hạn cuối cho công tác chuẩn bị, thế nhưng nền hòa bình ở Phần Lan đã làm phá sản kế hoạch của Đồng Minh. Những kế hoạch mới của Đồng Minh là chiến dịch Wilfred và kế hoạch R 4. Kế hoạch này nhằm kích động phản ứng của Đức bằng cách cho rải mìn trên hải phận Na Uy, và một khi Đức có dấu hiệu hành động thì quân Anh sẽ chiếm Narvik, Trondheim, Bergen và mở một cuộc đột kích vào Stavanger để phá huỷ trạm hàng không Sola. Thế nhưng mìn đã không được rải cho đến sáng ngày 8 tháng 4, thời điểm mà các tàu Đức đang trên đường tiến đến bờ biển Na Uy. Mặc dù vậy, toà án quân sự quốc tế tại Nuremberg quả quyết rằng không có cuộc xâm chiếm nào của Đồng Minh sắp xảy ra lúc đó, và qua đó bác bỏ lời bào chữa của Đức rằng Đức có quyền tiến đánh Na Uy.